# Gnophos amabilis
Gnophos amabilis är en fjärilsart som beskrevs av Hans Zerny 1927. Gnophos amabilis ingår i släktet Gnophos och familjen mätare. Inga underarter finns listade i Catalogue of Life.